# Joseph Daniel Ohlmüller

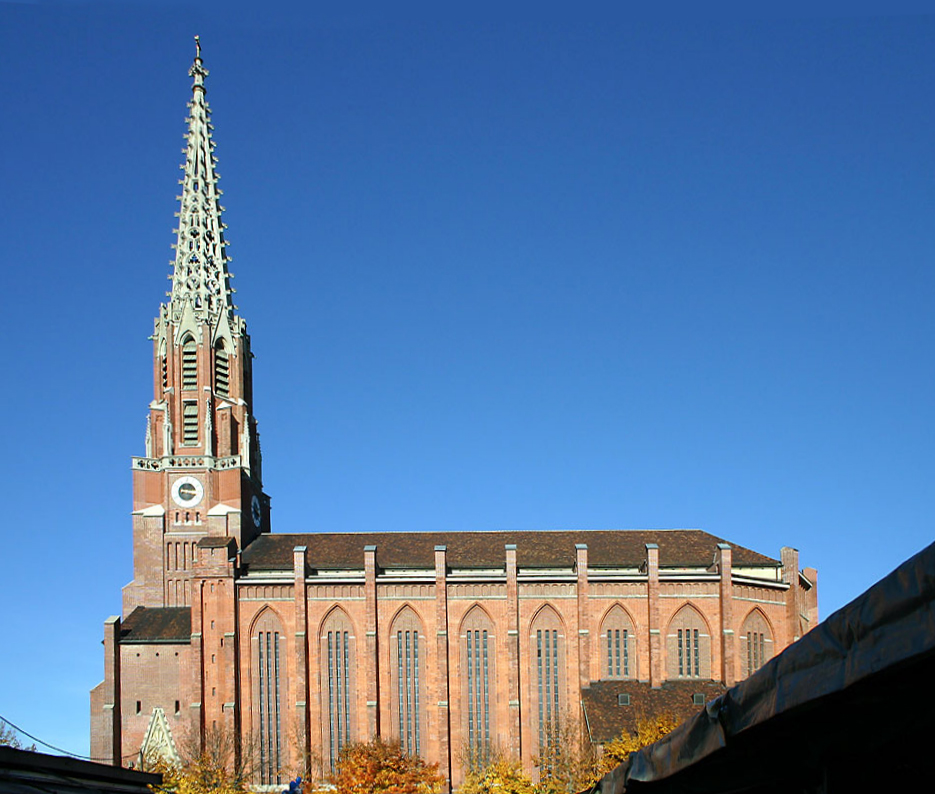
Mariahilfkirche i Au, München.

Joseph Daniel Ohlmüller, född 10 januari 1791 i Bamberg, furstbiskopsdömet Bamberg, död 22 april 1839 i München, var en tysk arkitekt. 
Ohlmüller studerade i München och företog studieresor i Italien. Även om han var skicklig i användning av alla byggnadsstilar, vände han sig med förkärlek till dem, som tillhörde Tysklands medeltid. Han är främst hågkommen för den 1831 påbörjade och 1839, efter mästarens död, av Georg Friedrich Ziebland fullbordade Mariahilfkirche i Münchens förstad Au, byggd i tysk gotik, i form av en så kallad hallkyrka, med tre lika höga skepp, samt med ett torn efter förebilden av münstern i Freiburg im Breisgau.